# Yael (Yuli) Tamir
Yael Tamir (Tel Aviv, 1954) es una politóloga israelí especializada en el estudio de los nacionalismos. Actualmente es catedrática por la Universidad de Oxford, donde además dirige el Blavatnik School of Government. Fue en esta universidad inglesa donde se doctoró en filosofía política bajo la tutela del filósofo y teórico Isaiah Berlin, de quien se considera discípula.
Cofundadora en 1978 de la ONG Peace Now, que aboga por una solución de dos estados para el conflicto Palestino-Israelí, durante los 80 fue activa militante del partido izquierdista Ratz, con un enfoque feminista y pro derechos. En 1998 fue elegida presidenta de la Asociación Israelí por los Derechos Humanos.
Entre los años 1999 y 2001, de mano del Partido Laborista, desempeñó el cargo de Ministra de Inmigración de su país. Años más tarde, entre 2006 y 2009, fue Ministra de Educación.

## Carrera académica
Yael Tamir realizó sus primeros estudios universitarios en la Universidad Hebrea de Jerusalén, para más tarde pasar a la Universidad de Oxford, donde obtuvo su doctorado en filosofía política bajo la supervisión del filósofo Isaiah Berlin. Trabajó como profesora en la Universidad de Tel Aviv, y realizó estancias como investigadora en la Universidad de Princeton, la Universidad de Harvard y en el Instituto Universitario Europeo de Florencia. Su principal campo de estudio son los movimientos nacionalistas.
Ha publicado numerosos artículos académicos y periodísticos en torno a temas relacionados con la filosofía moral y política, feminismo, filosofía de la educación y derechos humanos. En 1993 publicó su primer libro, Liberal-Nationalism, en el que recogía muchas de sus primeras conclusiones en torno al estudios de los nacionalismos como ideología política, influenciada en gran medida por las directrices investigadoras de su mentor, Isaiah Berlin. Dos décadas después, en 2019, actualizaba sus teorías en un nuevo libro, publicado en esta ocasión por la prestigiosa editorial estadounidense Princeton University Press. En el volumen, titulado en su idioma original Why Nationalism, la israelí advierte de las consecuencias destructoras del neoliberalismo salvaje, y construye todo un argumento a favor de recuperar ciertos vínculos que tradicionalmente se han asociado a la raigambre nacional, a fin de combatir los efectos perversos de la globalización neoliberal. Conmina de igual modo a las fuerzas progresistas a luchar por recuperar el discurso nacionalista de manos de las fuerzas populistas de derechas, las cuáles, según argumenta, se han apropiado de los discursos nacionalistas con fines perversos. 

## Libros publicados en castellano
- 2021: El porqué del nacionalismo (Barlin Libros)